# Unione Sportiva Ivrea Calcio 2005-2006
Questa voce raccoglie le informazioni riguardanti  l'Unione Sportiva Ivrea Calcio nelle competizioni ufficiali della stagione 2005-2006.

## Rosa
| N. |                   | Ruolo | Calciatore          |
| -- | ----------------- | ----- | ------------------- |
|    | Italia (bandiera) | C     | Marco Andreotti     |
|    | Italia (bandiera) | A     | Cristian Bertani    |
|    | Italia (bandiera) | C     | Alec Bolla          |
|    | Italia (bandiera) | A     | Costantino Borneo   |
|    | Italia (bandiera) | C     | Marco Brighi        |
|    | Italia (bandiera) | P     | Alessandro Caparco  |
|    | Italia (bandiera) | D     | Stefano Conficconi  |
|    | Italia (bandiera) | C     | Davide Cordone      |
|    | Italia (bandiera) | P     | Paolo Di Sarno      |
|    | Italia (bandiera) | D     | Filippo Gattari     |
|    | Italia (bandiera) | A     | Marco Ghizzani      |
|    | Italia (bandiera) | D     | Claudio Grancitelli |

| N. |                   | Ruolo | Calciatore         |
| -- | ----------------- | ----- | ------------------ |
|    | Italia (bandiera) | A     | Simone Iocolano    |
|    | Italia (bandiera) | D     | Stefano Mercuri    |
|    | Italia (bandiera) | C     | Giovanni Motta     |
|    | Italia (bandiera) | D     | Stefano Murante    |
|    | Italia (bandiera) | A     | Gianpietro Piovani |
|    | Italia (bandiera) | C     | Andrea Rosso       |
|    | Italia (bandiera) | A     | Manuel Sinato      |
|    | Italia (bandiera) | C     | Cristian Trapella  |
|    | Italia (bandiera) | D     | Filippo Vianello   |
|    | Italia (bandiera) | D     | Giuseppe Zappella  |
|    | Italia (bandiera) | C     | Andrea Zucco       |